# Kyrenee
 (septembre 2023).
Kyrenee est un groupe luxembourgeois de metal gothique, originaire de Bofferdange, dans la commune de Lorentzweiler.

## Histoire
Le groupe est formé en 2002. Son style musical est catégorisé metal gothique et ses paroles sont en anglais.
En 2005, le groupe joue à l'édition luxembourgeoise du festival Emergenza. En 2011, le groupe sort son seul et unique album studio, Insorcism, remarqué par la presse spécialisée,,. Le groupe ne donne plus signe de vie depuis 2016.

## Discographie
- 2011 : Insorcism